# Onthophagus carinicollis
Onthophagus carinicollis är en skalbaggsart som beskrevs av Achille Raffray 1877. Onthophagus carinicollis ingår i släktet Onthophagus och familjen bladhorningar. Inga underarter finns listade i Catalogue of Life.